# Molí de la Llavina
El Molí de la Llavina és una obra de Centelles (Osona) inclosa a l'Inventari del Patrimoni Arquitectònic de Catalunya.

## Descripció
El complex de la Masia de la Llavina està format per tres edificis en filera a la part superior, dos ortogonals i un altre d'aïllat a la part inferior, en els quals es conserven un molí fariner i un altre de draper. El conjunt d'edificis separen el nivell superior, on hi ha la bassa del molí fariner, del nivell inferior, on hi ha la bassa del molí draper i que recull l'aigua sobrant del superior.
El primer cos, situat a tocar de la bassa de dalt, al cantó de ponent, conserva el molí fariner amb els mecanismes encara en funcionament. Seguidament hi ha un altre edifici que culmina amb una torre, i el començament del tercer edifici. Per acabar, un edifici exempt al costat de la bassa de baix allotjava el molí draper.
L'estructura és de parets de càrrega de maçoneria i tàpia, mentre que els sostres són generalment de fusta. Les parets i les voltes són de carreus de pedra, però els acabats de la façana són arrebossats. La coberta és de teula aràbiga a diverses vessants. Pel que fa al coronament, aquest es compon per ràfecs amb cornises ceràmiques i barbacanes amb colls de fusta.
Pel que fa a la cronologia, l'edifici del molí fariner és la part més antiga del complex, i es creu que seria del segle xv o anterior. Aquest espai conserva una volta apuntada de carreus de pedra, tot i que és bastant austera si es compara amb els arcs carpanells dels dos pisos de la part de baix, dels segles XVII-XVIII. La torre, d'altra banda, va ser construïda al segle xix.
En resum, les parts més importants conservades d'aquesta masia són els molins, sobretot el fariner, que es manté en la seva totalitat a l'interior de la masia i inclou les basses i els mecanismes hidràulics. Del molí draper, d'altra banda, només se'n conserven les basses.

## Història
Les primeres notícies de la Masia provenen d'un document de Sant Pere de Casserres de l'any 1331, malgrat que es creu que el mas ja estaria en funcionament des del segle xi. No obstant això, els primers Llavina es farien càrrec de la seva explotació vora l'any 1400. D'altra banda, cal remarcar que el conjunt d'edificis està ple de llindes de pedra datades moltes d'elles del segle XVII: com la del portal principal, de 1652; la de la finestra de l'edifici central o una del XIX a l'edifici de baix del molí draper.